# Cratere Maderatcha
Maderatcha è un cratere sulla superficie di Callisto.